# William Anders
William Alison Anders (Hongkong, 17 oktober 1933 – nabij San Juan Island (Washington), 7 juni 2024) was een officier van de United States Air Force en NASA -astronaut. Hij maakte samen met Frank Borman en Jim Lovell deel uit van de Apollo 8-crew, die als eersten rond de maan vlogen.

## Biografie

### Jonge jaren en opleiding
Anders werd geboren als zoon van Arthur Anders en Muriel Adams Anders. Hij werd Rooms-Katholiek opgevoed, maar zijn latere missie met de Apollo 8 zorgde ervoor dat hij zijn geloof opgaf. Anders zat in zijn jeugd bij de Boy Scouts of America, alwaar hij de op een na hoogste rang wist te halen: Life Scout.
Anders studeerde aan de St. Martin's Academy en Grossmont High School in La Mesa. Daarna studeerde hij aan de United States Naval Academy, alwaar hij in 1955 een Bachelor of Science haalde. In 1962 haalde hij zijn Master of Science aan het Air Force Institute of Technology op de Wright-Patterson Air Force Base. In 1979 voltooide hij zijn opleiding aan de Harvard Business School.

### USAF
Na te zijn afgestudeerd van de Naval Academy, werd Anders piloot bij de U.S. Air Force. Hij werd geplaatst bij enkele all-weather interceptor squadrons van de Air Defense Command. Hij werd later te werk gesteld op een Air Force-wapenlaboratorium in New Mexico.

### NASA

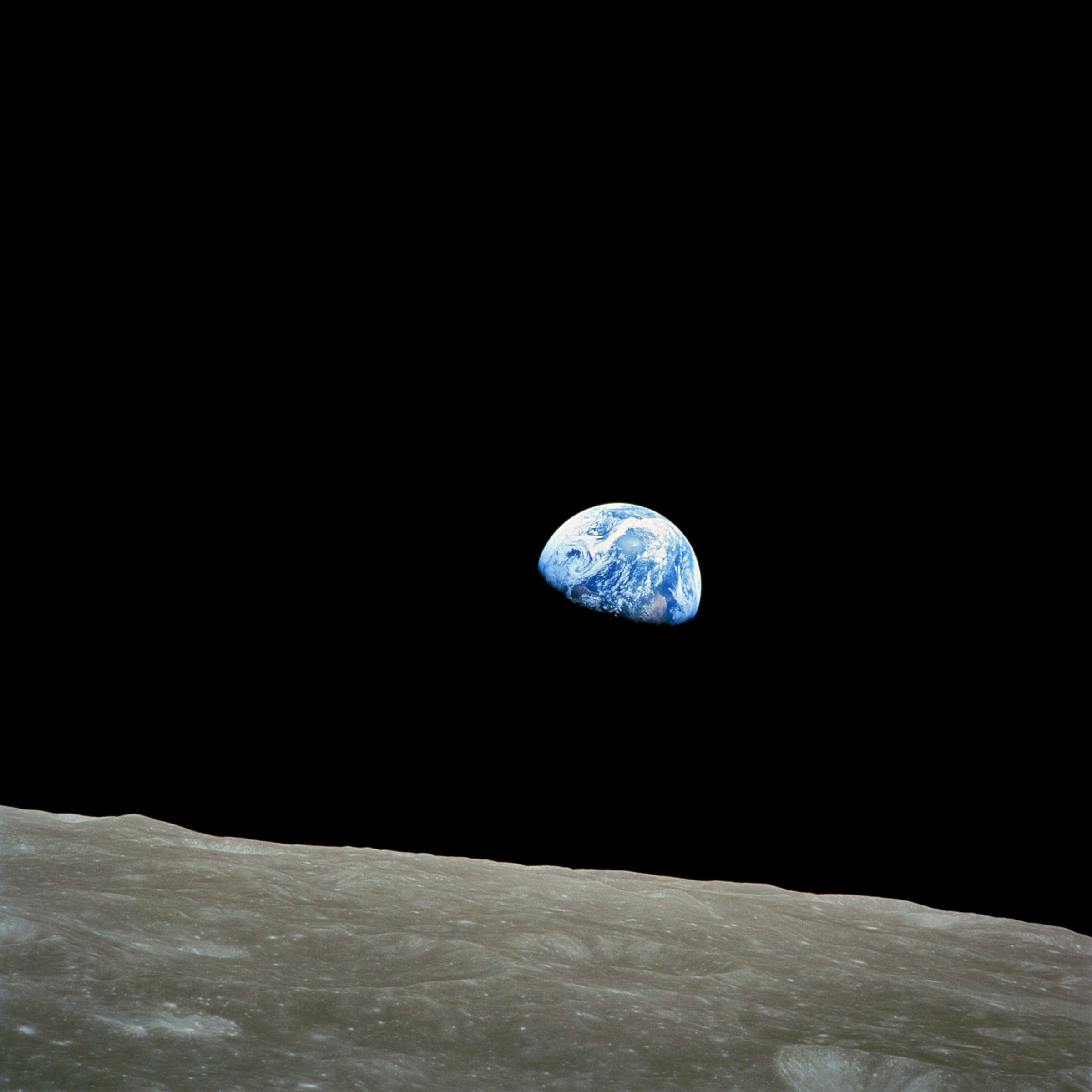
"Aardopkomst", gefotografeerd door Anders op 24 december 1968

In 1963 werd Anders geselecteerd door NASA als lid voor de derde groep astronauten. Hij was de back-uppiloot van de Gemini 11-missie, en de piloot van de maanlander voor de Apollo 8-missie (hoewel de maanlander uiteindelijk niet meegenomen werd). Anders was daarmee een van de eerste drie mensen die rond de maan vlogen, en met eigen ogen de achterkant van de maan konden zien. Hij nam tijdens deze missie de bekende foto van de Earthrise (letterlijk “aardopkomst”). Aanvankelijk was hij ook back-uppiloot voor de Apollo 11-missie, maar hij koos voor een opdracht bij de National Aeronautics and Space Council.

### Na NASA
Van 1969 tot 1973 werkte Anders als uitvoerend secretaris voor de National Aeronautics and Space Council. Op 6 augustus 1973 werd Anders toegewezen aan de vijf leden van de Atomic Energy Commission. Hij werd ook de Amerikaanse voorzitter voor het US/USSR technologie-uitwisselingsprogramma voor kernsplijting en kernfusie.
Na de herorganisatie van de national nuclear regulatory op 19 januari 1975, werd Anders door president Ford benoemd tot voorzitter van de Nuclear Regulatory Commission. Na voltooiing van zijn termijn als voorzitter werd Anders ambassadeur in Noorwegen, en behield die positie tot 1977. Daarna verliet hij de federale overheid voor 26 jaar.
In 1990 werd Anders vicevoorzitter van General Dynamics, en op 1 januari 1991 voorzitter en CEO. Hij ging in 1993 met pensioen, maar bleef voorzitter tot mei 1994.
Anders was sinds 1955 getrouwd met Valerie Hoard. Samen kregen ze vier zonen en twee dochters.
Anders kwam op 7 juni 2024 om het leven toen de Beechcraft Mentor die hij bestuurde nabij San Juan Island verongelukte. Hij werd 90 jaar oud.